# Neozygites lecanii
Neozygites lecanii är en svampart som först beskrevs av Albrecht Wilhelm Philipp Zimmermann, och fick sitt nu gällande namn av Ben Ze'ev & R.G. Kenneth 1987. Neozygites lecanii ingår i släktet Neozygites och familjen Neozygitaceae.   Inga underarter finns listade i Catalogue of Life.